# Nambulite
La nambulite est un minéral de silicate de manganèse contenant du lithium et de formule chimique (Li,Na)Mn++4[Si5O14(OH)] ou LiMn2+4Si5O14(OH). Son nom rend hommage au minéralogiste Matsuo Nambu (né en 1917) de l'Université du Tōhoku au Japon, connu pour ses recherches sur le manganèse minéral. Le minéral a été découvert pour la première fois dans la mine Funakozawa, dans le nord-est du Japon, un gisement de manganèse métasédimentaire. La nambulite est considérée comme une gemme de collection.
La nambulite se forme à partir de la réaction entre une solution hydrothermale et la rhodonite dans le remplissage des veines dans la roche encaissante.
Elle cristallise dans le système cristallin triclinique-pinacoïdal (ou triclinique-normal), ce qui signifie qu'il possède trois axes de longueur inégale (a, b, c), tous se coupant à des angles obliques (non perpendiculaires). La classe cristalline de 1, indique que tout point du cristal qui pivote à 360° puis complètement inversé rencontrera un point égal (mais opposé) sur le cristal (voir centrosymétrie). Le groupe d'espace est P1.
Les axes a, b et c ont des indices de réfraction différents : na =1,707, nb =1,710, nc =1,730. L'indice de réfraction (RI) peut être défini comme n = c air/c minéral, où « n » est l'indice de réfraction et « c » est la vitesse de la lumière. La biréfringence maximale est de 0,023, c'est la différence entre les indices de réfraction le plus élevé nc et le plus bas na au sein du minéral.
Dans un milieu avec un indice de réfraction égal à 1,53, la nambulite présente un relief calculé de 1,71 à 1,73, ce qui lui confère un relief modéré à élevé. Celui-ci est déterminé par la différence entre l'indice de réfraction du minéral et celui du milieu, souvent constitué de baume du Canada ou d'un autre époxy avec un indice de réfraction d'environ 1,53 à 1,54. 
La nambulite est un cristal anisotrope, ce qui signifie que la vitesse de la lumière qui traverse le cristal varie en fonction de la direction cristallographique. En revanche, un cristal isotrope comprend tous les cristaux isométriques, et la vitesse de la lumière est la même dans toutes les directions. Le minéral présente un léger pléochroïsme qui est une propriété optique observée lors de l'observation d'un minéral au microscope sous lumière polarisée plane. Lorsque la platine du microscope est tournée, les couleurs observées se modifient. Ce changement de couleur est dû à l'absorption de différentes longueurs d'onde dans différentes directions, et la couleur du minéral dépend de son orientation cristallographique. La nambulite forme une série chimique avec la natronumbalite.
On dénombre 17 gisements dans le monde en 2024 dont 9 en Europe et 4 au Japon.